# Annaphila abdita
Annaphila abdita là một loài bướm đêm trong họ Noctuidae.